# A Girl of Yesterday
Pour plus de détails, voir Fiche technique et Distribution.
A Girl of Yesterday est un film muet américain réalisé par Allan Dwan et sorti en 1915.

## Fiche technique
- Titre : A Girl of Yesterday
- Réalisation : Allan Dwan
- Scénario : Mary Pickford, d'après une nouvelle de Wesley C. MacDermott
- Genre : Comédie
- Production : Famous Players Film Company
- Distribution : Paramount Pictures
- Date de sortie :
  - États-Unis :7 octobre 1915

## Distribution
- Mary Pickford : Jane Stuart
- Jack Pickford : John Stuart
- Gertrude Norman : Tante Angela
- Donald Crisp : A. H. Monroe
- Marshall Neilan : Stanley Hudson
- Frances Marion : Rosanna Danford
- Lillian Langdon : Mme A. H. Monroe
- Claire Alexander : Eloise Monroe
- Glenn Luther Martin : le pilote
- Kenneth Douglas
- Douglas Gerrard
- Al Kaufman